# Dancing with the Stars (Hoa Kỳ - mùa 9)
Dancing with the Stars đã trở lại trong mùa giải thứ chín vào ngày 20/01/2013. Nhà sản xuất Conrad Green đã xác nhận với Entertainment Tonight rằng mùa giải thứ chín sẽ có sự xuất hiện của 16 cặp thí sinh, với ba tuần thi có loại hai cặp. Vị cựu lãnh tụ đảng trong Hạ viện Hoa Kỳ Tom DeLay đã bỏ cuộc ở tuần thứ 3; dù sao, Debi Mazar cũng bị loại vào đêm hôm đó, đổi chỗ cho tuần năm loại hai cặp thí sinh đã chuẩn bị trước đó.
Có 4 điệu nhảy mới xuất hiện trong mùa giải này, đó là Bolero, Lambada, Two-Step, and the Charleston
Các thí sinh không chuyên được công bố vào Thứ hai, 17/08/2009 trong chương trình Good Morning America, đồng thời cho biết đây sẽ là mùa giải có quy mô lớn nhất từ trước đến nay. Tom Bergeron và Samantha Harris tiếp tục trở lại làm dẫn chương trình. Len Goodman, Bruno Tonioli, và Carrie Ann Inaba vẫn giữ cương vị giám khảo, và Baz Luhrmann xuất hiện là giám khảo vào tuần 2, tạm thời thay thế cho Len Goodman.
Các thí sinh được công bố ngày 24/08/2009.
Huyền thoại Showbiz Donny Osmond, đã chiến thắng chương trình, vượt qua hai đối thủ trong chung kết là nữ ca sĩ đạt giải Grammy, Mýa, và ngôi sao chương trình truyền hình thực tế, ca sĩ, Kelly Osbourne.
Đây là mùa giải cuối cùng của chương trình Samantha Harris làm phụ dẫn chương trình.

## Các cặp thí sinh
| Thí sinh không chuyên | Nghề nghiệp                                      | Bạn nhảy chuyên nghiệp                    | Số báo danh | Kết quả                       |
| --------------------- | ------------------------------------------------ | ----------------------------------------- | ----------- | ----------------------------- |
| Ashley Hamilton       | Diễn viên                                        | Edyta Śliwińska                           | 3404        | Bị loại (I) đêm 24/02/2013    |
| Macy Gray             | Ca sĩ                                            | Jonathan Roberts                          | 3414        | Bị loại (II) đêm 24/02/2013   |
| Kathy Ireland         | Người mẫu                                        | Tony Dovolani                             | 3412        | Bị loại (III) đêm 03/03/2013  |
| Tom DeLay             | Cựu lãnh đạo của Hạ viện Hoa Kỳ                  | Cheryl Burke                              | 3408        | Bỏ cuộc đêm 03/03/2013        |
| Debi Mazar            | Diễn viên                                        | Maksim Chmerkovskiy                       | 3409        | Bị loại (IV) đêm 10/03/2013   |
| Chuck Liddell         | Nhà vô địch UFC                                  | Anna Trebunskaya                          | 3402        | Bị loại (V) đêm 17/03/2013    |
| Natalie Coughlin      | Huy chương vàng Thế vận hội môn bơi lội          | Alec Mazo                                 | 3413        | Bị loại (VI) đêm 17/03/2013   |
| Melissa Joan Hart     | Diễn viên                                        | Mark Ballas                               | 3410        | Bị loại (VII) đêm 24/03/2013  |
| Louie Vito            | Nhà vô địch thế giới môn trượt tuyết             | Chelsie Hightower                         | 3406        | Bị loại (VIII) đêm 31/03/2013 |
| Michael Irvin         | Thành viên sáng giá của NFL                      | Anna Demidova                             | 3407        | Bị loại (IX) đêm 31/03/2013   |
| Mark Dacascos         | Hội trưởng Iron Chef America                     | Lacey Schwimmer Anna Trebunskaya (Tuần 7) | 3403        | Bị loại (X) đêm 07/04/2013    |
| Aaron Carter          | Ca sĩ, diễn viên                                 | Karina Smirnoff                           | 3401        | Bị loại (XI) đêm 07/04/2013   |
| Joanna Krupa          | Người mẫu, diễn viên                             | Derek Hough Maksim Chmerkovskiy (Tuần 5)  | 3415        | Bị loại (XII) đêm 14/04/2013  |
| Kelly Osbourne        | Ngôi sao chương trình truyền hình thực tế, ca sĩ | Louis Van Amstel                          | 3416        | Về ba đêm 21/04/2013          |
| Mýa                   | Ca sĩ                                            | Dmitry Chaplin                            | 3411        | Về nhì đêm 21/04/2013         |
| Donny Osmond          | Huyền thoại Showbiz, ca sĩ, diễn viên            | Kym Johnson                               | 3405        | Chiến thắng đêm 21/04/2013    |

Tom DeLay đã thông báo về sự cố xảy ra đối với bàn chân ông vào 15/09/2009, trước khi bắt đầu cuộc thi một tuần. Chấn thương này không cản bước ông trên cuộc thi. Song, ngày 05/10/2009, trong chương trình thứ năm của mùa giải, Tom Bergeron đã lo lắng do chấn thương đó ngày càng nặng, và DeLay sau đó đã cho biết ông bị ở cả hai chân, rồi quyết định dừng cuộc chơi theo lời khuyên của bác sĩ. Vào chương trình kết quả của ngày 06/10/2009, DeLay tuyên bố dừng cuộc chơi và sẽ không trở lại dàn thí sinh nữa. Sau đó, Debi Mazar vẫn bị loại vì cô ấy có số bình chọn thấp nhất, mặc dù theo dự định thì không.
Trước chương trình ngày 19/10, chuyên nghiệp Derek Hough không may bị cảm cúm. Maksim Chmerkovskiy đã tạm thời thay Derek dạy và nhảy cùng bạn nhảy của Derek, Joanna Krupa. Còn trước chương trình ngày 02/11, chuyên nghiệp Lacey Schwimmer lại ốm. Anna Trebunskaya đã tạm thời thay Lacey dạy và nhảy cùng bạn nhảy của Lacey, Mark Dacascos.

## Bảng điểm
| Cặp thí sinh      | Vị trí | 1        | 2  | 3  | 4  | 5  | 62       | 7        | 8        | 9           | 10              |
| ----------------- | ------ | -------- | -- | -- | -- | -- | -------- | -------- | -------- | ----------- | --------------- |
| Donny & Kym       | 1      | 20+10=30 | 25 | 21 | 24 | 29 | 24+7=31  | 24+28=52 | 26+24=50 | 21+26+27=74 | 27+28+30+30=115 |
| Mýa & Dmitry      | 2      | 21+10=31 | 27 | 27 | 28 | 27 | 24+9=33  | 25+24=49 | 29+30=59 | 28+30+29=87 | 30+30+27+28=115 |
| Kelly & Louis     | 3      | 23+8=31  | 19 | 20 | 23 | 24 | 20+5=25  | 24+28=52 | 25+26=51 | 24+27+27=78 | 26+26+24+26=102 |
| Joanna & Derek    | 4      | 24+10=34 | 20 | 23 | 26 | 24 | 26+10=36 | 27+28=55 | 23+29=52 | 27+27+27=81 |                 |
| Aaron & Karina    | 5      | 22+10=32 | 27 | 21 | 18 | 24 | 25+8=33  | 29+24=53 | 23+27=50 |             |                 |
| Mark & Lacey      | 6      | 21+8=29  | 21 | 18 | 22 | 26 | 26+6=32  | 19+24=43 |          |             |                 |
| Michael & Anna D. | 7      | 13+6=19  | 20 | 14 | 16 | 21 | 20+2=22  | 23+24=47 |          |             |                 |
| Louie & Chelsie   | 8      | 19+8=27  | 19 | 20 | 16 | 22 | 21+3=24  |          |          |             |                 |
| Melissa & Mark    | 9      | 18+6=24  | 19 | 19 | 28 | 23 | 20+4=24  |          |          |             |                 |
| Natalie & Alec    | 10     | 19+8=27  | 21 | 26 | 24 | 22 |          |          |          |             |                 |
| Chuck & Anna T.   | 11     | 16+6=22  | 19 | 17 | 17 |    |          |          |          |             |                 |
| Debi & Maksim     | 12     | 16+6=22  | 21 | 17 |    |    |          |          |          |             |                 |
| Tom & Cheryl      | 13     | 16+4=20  | 18 | 15 |    |    |          |          |          |             |                 |
| Kathy & Tony      | 14     | 16+4=20  | 18 |    |    |    |          |          |          |             |                 |
| Macy & Jonathan   | 15     | 15+4=19  |    |    |    |    |          |          |          |             |                 |
| Ashley & Edyta    | 16     | 15+4=19  |    |    |    |    |          |          |          |             |                 |

Số màu đỏ là điểm thấp nhất của mỗi phần thi.
Số màu xanh là điểm cao nhất của mỗi phần thi.
     Cặp thí sinh bị loại của tuần.
     Cặp thí sinh cuối cùng được gọi tên an toàn.
     Cặp thí sinh trong nhóm nguy hiểm nhưng được an toàn (không phải cuối cùng).
     Cặp thí sinh bị loại trong vòng dance-off
     Cặp thí sinh phải tham gia vòng dance-off nhưng không bị loại.
     Cặp thí sinh bỏ cuộc trong tuần.
     Cặp thí sinh chiến thắng.
     Cặp thí sinh về nhì.
     Cặp thí sinh về ba.
- ^1  Mỗi cặp thí sinh phải trình diễn hai bài nhảy. Bài nhảy đầu tiên được chấm điểm như bình thường. Bài nhảy thứ hai, thuộc vòng thi nhảy tiếp sức thì khác. Cứ bốn cặp một lần lượt trình diễn phần thi của mình trong 30 giây, tiếp sức lẫn nhau ở một bài nhạc, với một trong bốn điệu nhảy: Salsa hoặc Viennese Waltz (đối với thí sinh nam không chuyên) hay Cha-Cha-Cha hoặc Foxtrot (đối với thí sinh nữ không chuyên). Các giám khảo xếp hạng các cặp nhảy đó và quy ra điểm. Cặp đứng nhất được tính là 10 điểm, cặp thứ nhì là 8, thứ ba là 6 và hạng chót là 4 điểm. Như vậy, mỗi cặp thí sinh có thể nhận được từ giám khảo tối đa là 40.
- ^2  Mỗi cặp thí sinh phải trình diễn hai bài nhảy. Bài nhảy đầu tiên được chấm điểm như bình thường. Bài nhảy thứ hai, thuộc vòng thi nhảy Marathon thì khác. Cả chín cặp đều thi nhảy điệu Mambo cùng một lúc (có thể các bài biên đạo khác nhau trên cùng bài nhạc). Các giám khảo sẽ lần lượt loại từng cặp thí sinh rời khỏi sàn nhảy. Cặp đầu tiên bị loại chỉ nhận được 2 điểm, cặp thứ hai bị loại được 3 điểm, cặp thứ ba được 4 điểm,... cứ như thế cho tới cặp cuối cùng còn lại trên sàn sẽ được 10 điểm. Như vậy, mỗi cặp thí sinh có thể nhận được từ giám khảo tối đa là 40 điểm.
- Tuần 6 và tuần 7, mỗi tuần đều có 2 cặp thí sinh bị loại. Ngoài một cặp bị loại bình thường, hai cặp thí sinh có số phần trăm bình chọn và điểm giám khảo thấp nhất sẽ phải tham gia vào vòng thi dance-off. Ở đây, mỗi cặp sẽ trình diễn một bài thi ngắn, tự chọn điệu nhảy, với một bài hát khác, chưa từng được xuất hiện trong chương trình. Sau cả hai phần thi, mỗi giám khảo có quyền và chỉ được bình chọn cho duy nhất một cặp yêu thích để cặp đó an toàn. Cặp nào được nhiều người bình chọn hơn sẽ an toàn.

- Tuần 1: Mỗi cặp thí sinh phải trình diễn hai bài nhảy. Bài nhảy đầu tiên được chấm điểm như bình thường. Bài nhảy thứ hai, thuộc vòng thi nhảy tiếp sức thì khác. Cứ bốn cặp một lần lượt trình diễn phần thi của mình trong 30 giây, tiếp sức lẫn nhau ở một bài nhạc, với một trong bốn điệu nhảy: Salsa hoặc Viennese Waltz (đối với thí sinh nam không chuyên) hay Cha-Cha-Cha hoặc Foxtrot (đối với thí sinh nữ không chuyên). Các giám khảo xếp hạng các cặp nhảy đó và quy ra điểm. Cặp đứng nhất được tính là 10 điểm, cặp thứ nhì là 8, thứ ba là 6 và hạng chót là 4 điểm. Như vậy, mỗi cặp thí sinh có thể nhận được từ giám khảo tối đa là 40. Joanna & Derek đứng nhất bảng xếp hạng với 34⁄40 điểm và trong cả hai bài nhảy. Đồng hạng chót với 19⁄40 điểm là Michael & Anna, Macy & Jonathan, và Ashley & Edyta. Macy & Jonathan và Ashly & Edyta là hai cặp thí sinh bị loại đầu tiên của mùa giải.
- Tuần 2: Trong tuần thứ hai, giám khảo Len Goodman tạm thời vắng mặt nên được thay thế bằng ông Baz Luhrmann. Chủ đề là Jive, Quickstep hoặc Tango, Mýa & Dmitry và Aaron & Karina cùng đứng nhất bảng xếp hạng với bài Jive và Quickstep, theo thứ tự, nhận được tổng điểm là 27⁄30. Đứng chót bảng xếp hạng là Kathy & Tony và Tom & Cheryl với 18⁄30 điểm trong hai bài nhảy lần lượt là Quickstep và Tango. Kathy & Tony đã bị loại tuần này.
- Tuần 3: Tuần thứ ba, mỗi cặp sẽ trình diễn điệu Rumba hoặc điệu Samba. Mýa & Dmitry nhận được điểm 10 đầu tiên của mùa giải và đứng nhất bảng điểm với 27⁄30 điểm. Michael & Anna D. đứng hạng chót (14⁄30 điểm) nhưng không bị loại, thay vào đó là Debi & Maksim, đồng thời Tom & Cheryl quyết định dừng cuộc chơi vì lý do sức khỏe.
- Tuần 4: Ở tuần thứ tư, mỗi cặp sẽ trình diễn một điệu nhảy mới, chưa từng xuất hiện trong cuộc thi, bao gồm Charleston, Lambada, Bolero và Two-Step. Mýa & Dmitry tiếp tục đứng nhất với số điểm 28⁄30 cho bài Lambada, đồng thời Melissa & Mark bất ngờ đồng hạng nhất với bài Charleston. Đồng hạng chót với 16⁄30 điểm là Michael & Anna D. với bài Bolero và Louie & Chelsea với bài Two-Step. Tuy nhiên, không ai trong số họ bị loại. Thay vào đó là Chuck & Anna T.. Aaron & Karina cũng bất ngờ bị lọt vào vòng nguy hiểm.
- Tuần 5: Với nội dung thi là một trong hai điệu nhảy: Argentine Tango và Paso Doble, Donny & Kym bất ngờ vươn lên vị trí dẫn đầu, nhận được số điểm cao nhất của mùa giải là 29⁄30 trong bài Argentine Tango. Michael & Anna D. lại một lần nữa đứng chót, với 21⁄30 điểm cho bài Paso Doble, và lại một lần nữa không bị loại. Aaron & Karina dù có số điểm khá cao, tuy nhiên vẫn rơi vào vòng nguy hiểm, cùng Natalie & Alec. Natalie & Alec đã bị loại. Trong đêm thi này, ngoài ra còn có phần nhảy tập thể không chấm điểm điệu Hustle (Group Hustle).
- Tuần 6: Tuần này, một cặp thí sinh thể hiện một điệu nhảy: Jitterbug hoặc Waltz. Sau đó là phần thi Marathon Mambo. Trong phần thi này, các giám khảo sẽ lần lượt loại từng cặp thí sinh rời khỏi sàn nhảy. Cặp đầu tiên bị loại chỉ nhận được 2 điểm, cặp thứ hai bị loại được 3 điểm, cặp thứ ba được 4 điểm,... cứ như thế cho tới cặp cuối cùng còn lại trên sàn sẽ được 10 điểm. Như vậy, mỗi cặp thí sinh có thể nhận được từ giám khảo tối đa là 40 điểm. Joanna & Derek đứng nhất cả hai phần thi với tổng điểm 36⁄40. Michael & Anna D. tiếp tục đứng chót với 22⁄40 điểm tổng. Đây là lần thứ tư họ đứng chót bảng mà không bị loại nhưng cũng phải tham gia vào dance-off, cùng Louie & Chelsea. Louie & Chelsea và Melissa & Mark là hai cặp thí sinh bị loại trong tuần thứ 6 này.
- Tuần 7: Mỗi cặp thí sinh thí sinh phải trình diễn hai điệu nhảy: thứ nhất là một điệu nhảy chưa từng học, thứ hai là phần nhảy theo đội (đội Tango hoặc đội Paso Doble). Joanna & Derek tiếp tục giữ vị trí hạng nhất với tổng 55⁄60. Michael & Anna D. dù không đứng chót nữa sau bốn tuần vừa qua nhưng đã bị loại. Còn Mark & Anna T. (thay thế cho Lacey) lại đứng chót điểm giám khảo với 43⁄40 điểm và cùng phải tham gia dance-off với Aaron & Karina. Vì cả ba giám khảo đều bình chọn cho Aaron & Karina nên họ đã được an toàn.
- Tuần 8: Mỗi cặp thí sinh phải trình diễn hai điệu nhảy: thứ nhất là một điệu nhảy Ballroom chưa học, thứ hai là một điệu nhảy Latin chưa học nhưng theo phong cách của một thập niên hay thời đại nào đó. Joanna & Derek phải nhường vị trí nhất bảng cho Mýa & Dmitry, người giành được số điểm hoàn hảo đầu tiên của mùa giải cho bài Samba phong cách thập niên 70, với tổng điểm cả đêm gần hoàn hảo: 59⁄60. Aaron & Karina cùng Donny & Kym đứng hạng chót với 50⁄60 điểm nhưng Aaron & Karina đã bị loại.
- Tuần 9: Trong đêm bán kết, các cặp thí sinh phải trình diễn ba điệu nhảy: Một điệu nhảy Ballroom và Latin chưa học cùng với một điệu nhảy tự chọn ngắn (khoảng 1 phút) gọi là Knockout dance. Mýa & Dmitry lại đứng hạng nhất với 87⁄90 điểm, còn Donny & Kym lại đứng hạng chót, 74⁄90 điểm nhưng lại được gọi tên an toàn trước Kelly & Louis. Joanna & Derek vì không có nhiều bứt phá nên điểm số cũng chỉ dừng lại ở vị trí thứ hai và bất ngờ bị loại khỏi cuộc chơi.
- Tuần 10: Đêm chung kết, mỗi cặp thí sinh phải trình diễn bốn điệu nhảy: điệu nhảy cuối cùng chưa học (có sự trợ giúp của giám khảo), Megamix (một bài nhảy tổng hợp các điệu nhảy, được trình diễn thay phiên nhau và khá ngắn, ở đây được chọn là Viennese Waltz, Samba và Jive), Tự do (Freestyle) và một bài nhảy yêu thích trong mùa giải. Donny & Kym bất ngờ vươn lên vị trí hạng nhất cùng Mýa & Dmitry, với tổng điểm 115⁄120. Kelly & Louis đều có số điểm thấp nhất ở tất cả các phần thi, tổng điểm là 102⁄120. Kết quả chung cuộc, họ đã về ba. Và nhà vô địch của DWTS mùa giải thứ chín thật bất ngờ, đó là Donny & Kym.

Đây là lần đầu tiên nữ chuyên nghiệp Kym Johnson chiến thắng. Cô còn chiến thắng mùa giải mười hai cùng Hines Ward.

## Điểm trung bình của các cặp thí sinh
Phần thi Nhảy tiếp sức (Relay) ở tuần 1 và phần thi Marathon Mambo tuần 6 không được tính điểm dưới đây vì điểm tối đa không phải là 30 điểm.
| Xếp hạng điểm trung bình | Vị trí | Cặp thí sinh      | Tổng số điểm | Số điệu nhảy | Điểm trung bình |
| ------------------------ | ------ | ----------------- | ------------ | ------------ | --------------- |
| 1                        | 2      | Mýa & Dmitry      | 464          | 17           | 27.3            |
| 2                        | 1      | Donny & Kym       | 434          | 17           | 25.52           |
| 3                        | 4      | Joanna & Derek    | 331          | 13           | 25.46           |
| 4                        | 3      | Kelly & Louis     | 412          | 17           | 24.2            |
| 5                        | 5      | Aaron & Karina    | 240          | 10           | 24.0            |
| 6                        | 10     | Natalie & Alec    | 112          | 5            | 22.4            |
| 7                        | 6      | Mark & Lacey      | 177          | 8            | 22.1            |
| 8                        | 9      | Melissa & Mark    | 127          | 6            | 21.2            |
| 9                        | 8      | Louie & Chelsie   | 117          | 6            | 19.5            |
| 10                       | 7      | Michael & Anna D. | 151          | 8            | 18.9            |
| 11                       | 12     | Debi & Maksim     | 54           | 3            | 18.0            |
| 12                       | 11     | Chuck & Anna T.   | 69           | 4            | 17.3            |
| 13                       | 14     | Kathy & Tony      | 34           | 2            | 17.0            |
| 14                       | 13     | Tom & Cheryl      | 49           | 3            | 16.3            |
| 15                       | 15     | Macy & Jonathan   | 15           | 1            | 15.0            |
| 15                       | 16     | Ashley & Edyta    | 15           | 1            | 15.0            |

## Điểm tốt nhất và kém nhất của mỗi cặp thí sinh
Dựa trên những điệu nhảy có mức điểm tối đa là 30:
| Cặp thí sinh      | Điệu nhảy có điểm cao nhất               | Điệu nhảy có điểm thấp nhất |
| ----------------- | ---------------------------------------- | --------------------------- |
| Donny & Kym       | Freestyle & Argentine Tango (30)         | Foxtrot (20)                |
| Mýa & Dmitry      | Samba, Salsa & Paso Doble & Megamix (30) | Viennese Waltz (21)         |
| Kelly & Louis     | Tango (nhảy theo đội) (28)               | Tango (19)                  |
| Joanna & Derek    | Paso Doble (29)                          | Jive (20)                   |
| Aaron & Karina    | Jive (29)                                | Lambada (18)                |
| Mark & Lacey      | Paso Doble & Jittlebug (26)              | Rumba (18)                  |
| Michael & Anna D. | Paso Doble (nhảy theo đội) (24)          | Cha-Cha-Cha (13)            |
| Louie & Chelsie   | Argentine Tango (22)                     | Two-Step (16)               |
| Melissa & Mark    | Charleston (28)                          | Viennese Waltz (18)         |
| Natalie & Alec    | Rumba (26)                               | Salsa (19)                  |
| Chuck & Anna T.   | Tango (19)                               | Foxtrot (16)                |
| Debi & Maksim     | Tango (21)                               | Salsa (16)                  |
| Tom & Cheryl      | Tango (18)                               | Samba (15)                  |
| Kathy & Tony      | Quickstep (18)                           | Salsa (16)                  |
| Macy & Jonathan   | Viennese Waltz (15)                      | Viennese Waltz (15)         |
| Ashley & Edyta    | Foxtrot (15)                             | Foxtrot (15)                |

## Màn trình diễn cao điểm nhất và thấp điểm nhất
Màn trình diễn cao điểm nhất và thấp điểm nhất được đánh giá dựa trên số điểm của Ban giám khảo dành cho các cặp thí sinh.
| Điệu nhảy               | Xuất sắc nhất                            | Điểm số | Kém nhất                                 | Điểm số |
| ----------------------- | ---------------------------------------- | ------- | ---------------------------------------- | ------- |
| Cha Cha Cha Tiếp sức    | Mýa                                      | 29 10   | Michael Irvin Macy Gray                  | 13 4    |
| Jive                    | Aaron Carter                             | 29      | Melissa Joan Hart Louie Vito             | 19      |
| Rumba                   | Mýa Joanna Krupa                         | 27      | Mark Dacascos                            | 18      |
| Tango                   | Kelly Osbourne Joanna Krupa Donny Osmond | 28      | Tom Delay                                | 18      |
| Paso Doble              | Mýa                                      | 30      | Michael Irvin                            | 21      |
| Samba                   | Mýa                                      | 30      | Michael Irvin                            | 14      |
| Waltz                   | Mýa                                      | 28      | Melissa Joan Hart Michael Irvin          | 20      |
| Quickstep               | Mýa                                      | 29      | Kathy Ireland                            | 18      |
| Foxtrot Tiếp sức        | Mýa Kelly Osbourne Joanna Krupa          | 25 10   | Ashley Hamilton Kathy Ireland            | 15 4    |
| Argentine Tango         | Donny Osmond                             | 30      | Louie Vito                               | 22      |
| Viennese Waltz Tiếp sức | Joanna Krupa Aaron Carter                | 27 10   | Macy Gray Tom Delay                      | 15 4    |
| Salsa Tiếp sức          | Mýa Donny Osmond                         | 30 10   | Debi Mazar Kathy Ireland Ashley Hamilton | 16 4    |
| Jitterbug               | Donny Osmond                             | 27      | Kelly Osbourne                           | 20      |
| Bolero                  | Natalie Coughlin                         | 24      | Michael Irvin                            | 16      |
| Lambada                 | Mýa                                      | 28      | Aaron Carter                             | 18      |
| Two-Step                | Mark Dacascos                            | 22      | Louie Vito                               | 16      |
| Charleston              | Melissa Joan Hart                        | 28      | Kelly Osbourne                           | 23      |
| Marathon Mambo          | Joanna Krupa                             | 10      | Michael Irvin                            | 2       |
| Freestyle               | Donny Osmond                             | 30      | Kelly Osbourne                           | 24      |

## Điệu nhảy, điểm số và bài hát
Bài nhảy này được Ban giám khảo mời trình diễn lại.
     Cặp thí sinh bỏ cuộc
     Cặp thí sinh bị loại.
     Cặp thí sinh bị gọi tên an toàn cuối cùng.
     Cặp thí sinh nằm trong nhóm nguy hiểm nhưng được an toàn (không phải cuối cùng).
     Cặp thí sinh bị loại trong vòng dance-off
     Cặp thí sinh phải tham gia vòng dance-off nhưng không bị loại.
     Cặp thí sinh chiến thắng cuộc thi.
     Cặp thí sinh về nhì cuộc thi.
     Cặp thí sinh về ba cuộc thi.

### Tuần 1
Điểm số các thí sinh nhận được từ hội đồng giám khảo được xếp theo thứ tự từ trái sang phải như sau: Carrie Ann Inaba, Len Goodman, Bruno Tonioli.
Xếp theo thứ tự trình diễn
Đêm 1 - Các thí sinh nam không chuyên
| Cặp thí sinh                                               | Điểm số    | Điệu nhảy                                      | Âm nhạc                                    |
| ---------------------------------------------------------- | ---------- | ---------------------------------------------- | ------------------------------------------ |
| Aaron & Karina                                             | 22 (7,8,7) | Cha-Cha-Cha                                    | "Beggin'"—Madcon                           |
| Chuck & Anna T.                                            | 16 (6,5,5) | Foxtrot                                        | "That's Life"—Frank Sinatra                |
| Mark & Lacey                                               | 21 (7,7,7) | Cha-Cha-Cha                                    | "Kung Fu Fighting"—Carl Douglas            |
| Ashley & Edyta                                             | 15 (5,6,4) | Foxtrot                                        | "Grace Kelly"—Mika                         |
| Donny & Kym                                                | 20 (7,6,7) | Foxtrot                                        | "All That Jazz"—trong vở nhạc kịch Chicago |
| Louie & Chelsie                                            | 19 (6,7,6) | Foxtrot                                        | "It's My Life"—No Doubt                    |
| Michael & Anna D.                                          | 13 (5,4,4) | Cha-Cha-Cha                                    | "I Got You (I Feel Good)"—James Brown      |
| Tom & Cheryl                                               | 16 (6,5,5) | Cha-Cha-Cha                                    | "Wild Thing"—The Troggs                    |
| Chuck & Anna T. Ashley & Edyta Donny & Kym Louie & Chelsie | 6 4 10 8   | Salsa tiếp sức (Salsa Relay)                   | "Get Busy"—Sean Paul                       |
| Aaron & Karina Mark & Lacey Tom & Cheryl Michael & Anna D. | 10 8 4 6   | Viennese Waltz tiếp sức (Viennese Waltz Relay) | "I'm Your Man"—Leonard Cohen               |

Đêm 2 - Các thí sinh không chuyên nữ
| Cặp thí sinh                                              | Điểm số    | Điệu nhảy                                | Âm nhạc                                                   |
| --------------------------------------------------------- | ---------- | ---------------------------------------- | --------------------------------------------------------- |
| Debi & Maksim                                             | 16 (6,5,5) | Salsa                                    | "Complicación"—Tito Puente                                |
| Melissa & Mark                                            | 18 (6,6,6) | Viennese Waltz                           | "The Time of My Life"—David Cook                          |
| Mýa & Dmitry                                              | 21 (8,5,8) | Viennese Waltz                           | "Vision of Love"—Mariah Carey                             |
| Kathy & Tony                                              | 16 (6,5,5) | Salsa                                    | "Mambo Gozon"—Tito Puente                                 |
| Natalie & Alec                                            | 19 (7,6,6) | Salsa                                    | "1+1=2"—Lou Bega                                          |
| Macy & Jonathan                                           | 15 (6,4,5) | Viennese Waltz                           | "(You Make Me Feel Like A) Natural Woman"—Aretha Franklin |
| Joanna & Derek                                            | 24 (8,8,8) | Salsa                                    | "Meddle"—Little Boots                                     |
| Kelly & Louis                                             | 23 (7,8,8) | Viennese Waltz                           | "Trouble"—Ray LaMontagne                                  |
| Natalie & Alec Kathy & Tony Debi & Maksim Joanna & Derek  | 8 4 6 10   | Foxtrot tiếp sức (Foxtrot Relay)         | "The Best Is Yet to Come"—Michael Bublé                   |
| Macy & Jonathan Melissa & Mark Mýa & Dmitry Kelly & Louis | 4 6 10 8   | Cha-Cha-Cha tiếp sức (Cha-Cha-Cha Relay) | "Centerfold"—The J. Geils Band                            |

### Tuần 2
Điểm số các thí sinh nhận được từ hội đồng giám khảo được xếp theo thứ tự từ trái sang phải như sau: Carrie Ann Inaba, Baz Luhrmann, Bruno Tonioli.
Xếp theo thứ tự trình diễn
| Cặp thí sinh      | Điểm số    | Điệu nhảy | Âm nhạc                                        |
| ----------------- | ---------- | --------- | ---------------------------------------------- |
| Joanna & Derek    | 20 (6,7,7) | Jive      | "What I Like About You"—Lillix                 |
| Natalie & Alec    | 21 (7,7,7) | Quickstep | "I Want You Back"—The Jackson 5                |
| Chuck & Anna T.   | 19 (6,7,6) | Tango     | "Seven Nation Army"—The White Stripes          |
| Melissa & Mark    | 19 (7,6,6) | Jive      | "Long Tall Sally"—Little Richard               |
| Michael & Anna D. | 20 (7,7,6) | Quickstep | "Too Darn Hot"—Buddy Greco                     |
| Debi & Maksim     | 21 (7,7,7) | Tango     | "El Tango de Roxanne"—trong phim Moulin Rouge! |
| Louie & Chelsie   | 19 (6,7,6) | Jive      | "Crash"—The Primitives                         |
| Aaron & Karina    | 27 (9,9,9) | Quickstep | Nhạc phim The Muppet Show —Jim Henson          |
| Kelly & Louis     | 19 (6,7,6) | Tango     | "Take Me on the Floor"—The Veronicas           |
| Kathy & Tony      | 18 (6,6,6) | Quickstep | "Shall We Dance?"—trong phim The King and I    |
| Mark & Lacey      | 21 (7,7,7) | Quickstep | "King of Swing"—Big Bad Voodoo Daddy           |
| Mýa & Dmitry      | 27 (9,9,9) | Jive      | "Would You...?"—Touch and Go                   |
| Tom & Cheryl      | 18 (6,6,6) | Tango     | "Por una Cabeza"—The Tango Project             |
| Donny & Kym       | 25 (8,9,8) | Jive      | "Secret Agent Man"—Johnny Rivers               |

### Tuần 3
Điểm số các thí sinh nhận được từ hội đồng giám khảo được xếp theo thứ tự từ trái sang phải như sau: Carrie Ann Inaba, Len Goodman, Bruno Tonioli.
Xếp theo thứ tự trình diễn
| Cặp thí sinh      | Điểm số      | Điệu nhảy | Âm nhạc                                   |
| ----------------- | ------------ | --------- | ----------------------------------------- |
| Mark & Lacey      | 18 (6,6,6)   | Rumba     | "Don't Lie"—The Black Eyed Peas           |
| Joanna & Derek    | 23 (7,8,8)   | Samba     | "La Bomba"—King Africa                    |
| Mýa & Dmitry      | 27 (10,7,10) | Rumba     | "Underneath Your Clothes"—Shakira         |
| Melissa & Mark    | 19 (6,6,7)   | Samba     | "Turn Me On"—Kevin Lyttle                 |
| Louie & Chelsie   | 20 (8,5,7)   | Rumba     | "Total Eclipse of the Heart"—Bonnie Tyler |
| Debi & Maksim     | 17 (6,5,6)   | Samba     | "Love Is in the Air"—John Paul Young      |
| Donny & Kym       | 21 (7,7,7)   | Rumba     | "Endless Love"—Lionel Richie & Diana Ross |
| Michael & Anna D. | 14 (5,4,5)   | Samba     | "Hard to Handle"—The Black Crowes         |
| Natalie & Alec    | 26 (9,8,9)   | Rumba     | "In the Air Tonight"—Phil Collins         |
| Chuck & Anna T.   | 17 (6,5,6)   | Samba     | "Mas Que Nada"—Sérgio Mendes              |
| Aaron & Karina    | 21 (8,6,7)   | Rumba     | "Spotlight"—Jennifer Hudson               |
| Tom & Cheryl      | 15 (6,4,5)   | Samba     | "Why Can't We Be Friends?"—War            |
| Kelly & Louis     | 20 (7,6,7)   | Samba     | "LoveGame"—Lady Gaga                      |

### Tuần 4
Điểm số các thí sinh nhận được từ hội đồng giám khảo được xếp theo thứ tự từ trái sang phải như sau: Carrie Ann Inaba, Len Goodman, Bruno Tonioli.
Xếp theo thứ tự trình diễn
| Cặp thí sinh      | Điểm số      | Điệu nhảy  | Âm nhạc                                |
| ----------------- | ------------ | ---------- | -------------------------------------- |
| Chuck & Anna T.   | 17 (6,5,6)   | Two-Step   | "Boot Scootin' Boogie"—Brooks and Dunn |
| Melissa & Mark    | 28 (9,9,10)  | Charleston | "Charleston"—Bob Wilson                |
| Natalie & Alec    | 24 (8,8,8)   | Bolero     | "Better in Time"—Leona Lewis           |
| Aaron & Karina    | 18 (6,6,6)   | Lambada    | "Dr. Beat"—Gloria Estefan              |
| Mark & Lacey      | 22 (8,7,7)   | Two-Step   | "Nothin' Better to Do"—LeAnn Rimes     |
| Kelly & Louis     | 23 (8,7,8)   | Charleston | "Cabaret"—Liza Minnelli                |
| Joanna & Derek    | 26 (9,8,9)   | Lambada    | "Dançando Lambada"—Kaoma               |
| Donny & Kym       | 24 (8,8,8)   | Charleston | "Put a Lid on It"—Squirrel Nut Zippers |
| Michael & Anna D. | 16 (5,6,5)   | Bolero     | "One Day I'll Fly Away"—Randy Crawford |
| Louie & Chelsie   | 16 (5,5,6)   | Two-Step   | "Sweet Home Alabama"—Lynyrd Skynyrd    |
| Mýa & Dmitry      | 28 (10,8,10) | Lambada    | "Ain't It Funny"—Jennifer Lopez        |

### Tuần 5
Điểm số các thí sinh nhận được từ hội đồng giám khảo được xếp theo thứ tự từ trái sang phải như sau: Carrie Ann Inaba, Len Goodman, Bruno Tonioli.
Xếp theo thứ tự trình diễn
| Cặp thí sinh | Điểm số         | Điệu nhảy                          | Âm nhạc                                                       |
| --- | --------------- | ---------------------------------- | ------------------------------------------------------------- |
| Natalie & Alec | 22 (7,8,7)      | Paso Doble                         | "American Woman"—The Guess Who                                |
| Aaron & Karina | 24 (8,8,8)      | Argentine Tango                    | "Epoca"—The Gotan Project                                     |
| Michael & Anna D. | 21 (7,7,7)      | Paso Doble                         | "Les Toreadors"—Semyon Bychkov & Orchestre de Paris           |
| Mýa & Dmitry | 27 (9,9,9)      | Argentine Tango                    | "They"—Jem                                                    |
| Mark & Lacey | 26 (9,9,8)      | Paso Doble                         | "Diablo Rojo"—Rodrigo y Gabriela                              |
| Donny & Kym | 29 (10,9,10)    | Argentine Tango                    | "Tango a Pugliese"—Orquesta Color Tango de Roberto Alvarez    |
| Louie & Chelsie | 22 (7,8,7)      | Argentine Tango                    | "Sin Rumbo"—Otros Aires                                       |
| Melissa & Mark | 23 (8,8,7)      | Argentine Tango                    | "Tango Barbaro"—Lalo Schifrin & Orchestra Ensemble            |
| Kelly & Louis | 24 (8,8,8)      | Paso Doble                         | "Crazy Train"—Ozzy Osbourne                                   |
| Joanna & Maksim | 24 (8,8,8)      | Argentine Tango                    | "Whatever Lola Wants"—Sarah Vaughan (The Gotan Project remix) |
| Louie & Chelsie Melissa & Mark Kelly & Louis Mark & Lacey Aaron & Karina Donny & Kym Joanna & Maksim Mýa & Dmitry Michael & Anna D. | không chấm điểm | Nhảy Hustle tập thể (Group Hustle) | "The Hustle"—Van McCoy                                        |

### Tuần 6
Điểm số các thí sinh nhận được từ hội đồng giám khảo được xếp theo thứ tự từ trái sang phải như sau: Carrie Ann Inaba, Len Goodman, Bruno Tonioli.
Xếp theo thứ tự trình diễn
| Cặp thí sinh | Điểm số            | Điệu nhảy      | Âm nhạc                                               |
| --- | ------------------ | -------------- | ----------------------------------------------------- |
| Mýa & Dmitry | 24 (8,7,9)         | Jitterbug      | "C'mon Everybody"—Eddie Cochran                       |
| Melissa & Mark | 20 (7,7,6)         | Waltz          | "Only One Road"—Celine Dion                           |
| Mark & Lacey | 26 (9,9,8)         | Jitterbug      | "This Cat's On a Hot Tin Roof"—Brian Setzer Orchestra |
| Aaron & Karina | 25 (8,9,8)         | Waltz          | "Three Times a Lady"—The Commodores                   |
| Michael & Anna D. | 20 (6,8,6)         | Waltz          | "I Wonder Why"—Curtis Stigers                         |
| Kelly & Louis | 20 (7,6,7)         | Jitterbug      | "Bread and Butter"—The Newbeats                       |
| Louie & Chelsie | 21 (7,7,7)         | Jitterbug      | "Baby Likes to Rock It"—The Tractors                  |
| Joanna & Derek | 26 (8,9,9)         | Waltz          | "Be Here to Love Me"—Norah Jones                      |
| Donny & Kym | 24 (8,8,8)         | Jitterbug      | "Choo Choo Ch'Boogie"—Indigo Swing                    |
| Michael & Anna D. Louie & Chelsie Melissa & Mark Kelly & Louis Mark & Lacey Donny & Kym Aaron & Karina Mýa & Dmitry Joanna & Derek | 2 3 4 5 6 7 8 9 10 | Marathon Mambo | "Ran Kan Kan"—Tito Puente                             |

#### Vòng thi Dance-Off
| Cặp thí sinh      | Điệu nhảy | Âm nhạc                                                                | Giám khảo bình chọn          |
| ----------------- | --------- | ---------------------------------------------------------------------- | ---------------------------- |
| Michael & Anna D. | Samba     | "Express Yourself"—Charles Wright & the Watts 103rd Street Rhythm Band | Carrie Ann Inaba Len Goodman |
| Louie & Chelsie   | Jive      | "I Fought the Law"—The Clash                                           | Bruno Tonioli                |

### Tuần 7
Điểm số các thí sinh nhận được từ hội đồng giám khảo được xếp theo thứ tự từ trái sang phải như sau: Carrie Ann Inaba, Len Goodman, Bruno Tonioli.
Xếp theo thứ tự trình diễn
| Cặp thí sinh                                                 | Điểm số      | Điệu nhảy             | Âm nhạc                                               |
| ------------------------------------------------------------ | ------------ | --------------------- | ----------------------------------------------------- |
| Michael & Anna D.                                            | 23 (8,8,7)   | Foxtrot               | "Sunny Afternoon"—The Kinks                           |
| Donny & Kym                                                  | 24 (8,8,8)   | Quickstep             | "Sing, Sing, Sing"—Andrews Sisters                    |
| Mark & Anna T.                                               | 19 (6,7,6)   | Samba                 | "Switch"—Will Smith                                   |
| Mýa & Dmitry                                                 | 25 (9,7,9)   | Foxtrot               | "Is You Is or Is You Ain't My Baby"—Dinah Washington  |
| Aaron & Karina                                               | 29 (9,10,10) | Jive                  | "We're Not Gonna Take It"—Twisted Sister              |
| Kelly & Louis                                                | 24 (8,8,8)   | Salsa                 | "Good Lovin'"—Kenny Ortega hợp tác với Chain Reaction |
| Joanna & Derek                                               | 27 (9,9,9)   | Rumba                 | "The Look of Love"—Diana Krall                        |
| Aaron & Karina Mark & Anna T. Michael & Anna D. Mýa & Dmitry | 24 (8,8,8)   | Paso Doble (theo đội) | "I Hate Myself for Loving You"—Joan Jett              |
| Kelly & Louis Donny & Kym Joanna & Derek                     | 28 (9,9,10)  | Tango (theo đội)      | "You Give Love a Bad Name"—Bon Jovi                   |

#### Vòng thi Dance-Off
| Cặp thí sinh   | Điệu nhảy   | Âm nhạc                       | Giám khảo bình chọn |
| -------------- | ----------- | ----------------------------- | ------------------- |
| Mark & Lacey   | Cha-Cha-Cha | "I Like to Move It"—Will.i.am | không có ai         |
| Aaron & Karina | Jive        | "Mess Around"—Ray Charles     | tất cả              |

### Tuần 8
Điểm số các thí sinh nhận được từ hội đồng giám khảo được xếp theo thứ tự từ trái sang phải như sau: Carrie Ann Inaba, Len Goodman, Bruno Tonioli.
Xếp theo thứ tự trình diễn
| Cặp thí sinh   | Điểm số       | Điệu nhảy               | Âm nhạc                                           |
| -------------- | ------------- | ----------------------- | ------------------------------------------------- |
| Mýa & Dmitry   | 29 (9,10,10)  | Quickstep               | "Baby Wants a Diamond Ring"—Squirrel Nut Zippers  |
| Mýa & Dmitry   | 30 (10,10,10) | Samba thập niên 70      | "Bad Girls"—Donna Summer                          |
| Aaron & Karina | 23 (7,8,8)    | Foxtrot                 | "Lucky"—Jason Mraz & Colbie Caillat               |
| Aaron & Karina | 27 (9,9,9)    | Samba thập niên 90      | "Two Princes"—Spin Doctors                        |
| Joanna & Derek | 23 (8,7,8)    | Quickstep               | "Valerie"—Mark Ronson hợp tác với Amy Winehouse   |
| Joanna & Derek | 29 (9,10,10)  | Paso Doble tương lai    | "Living on Video"—Trans-X                         |
| Kelly & Louis  | 25 (8,8,9)    | Foxtrot                 | "Mama Do (Uh Oh Uh Oh)"—Pixie Lott                |
| Kelly & Louis  | 26 (8,9,9)    | Jive thập niên 60       | "River Deep - Mountain High"—Ike & Tina Turner    |
| Donny & Kym    | 26 (9,8,9)    | Viennese Waltz          | "You Don't Know Me"—Ray Charles                   |
| Donny & Kym    | 24 (8,8,8)    | Paso Doble thập niên 80 | "You Spin Me Round (Like a Record)"—Dead or Alive |

### Tuần 9
Điểm số các thí sinh nhận được từ hội đồng giám khảo được xếp theo thứ tự từ trái sang phải như sau: Carrie Ann Inaba, Len Goodman, Bruno Tonioli.
Xếp theo thứ tự trình diễn
| Cặp thí sinh   | Điểm số       | Điệu nhảy      | Âm nhạc                                      |
| -------------- | ------------- | -------------- | -------------------------------------------- |
| Donny & Kym    | 21 (7,7,7)    | Tango          | "Black and Gold"—Sam Sparro                  |
| Donny & Kym    | 26 (8,9,9)    | Samba          | "One Bad Apple"—The Osmonds                  |
| Donny & Kym    | 27 (9,9,9)    | Jitterbug      | "Jump Shout Boogie"—Barry Manilow            |
| Joanna & Derek | 27 (9,9,9)    | Viennese Waltz | "Hallelujah"—Leonard Cohen                   |
| Joanna & Derek | 27 (9,9,9)    | Cha-Cha-Cha    | "Can't Get You out of My Head"—Kylie Minogue |
| Joanna & Derek | 27 (9,9,9)    | Salsa          | "La Luz Del Ritmo"—Los Fabulosos Cadillacs   |
| Kelly & Louis  | 24 (8,8,8)    | Rumba          | "Angels"—Robbie Williams                     |
| Kelly & Louis  | 27 (9,9,9)    | Quickstep      | "99 Red Balloons"—Nena                       |
| Kelly & Louis  | 27 (9,9,9)    | Cha-Cha-Cha    | "Girls Just Want to Have Fun"—Cyndi Lauper   |
| Mýa & Dmitry   | 28 (9,9,10)   | Waltz          | "Amore e Musica"—Russell Watson              |
| Mýa & Dmitry   | 30 (10,10,10) | Salsa          | "La Isla Bonita"—Madonna                     |
| Mýa & Dmitry   | 29 (9,10,10)  | Cha-Cha-Cha    | "Fire Burning"—Sean Kingston                 |

### Tuần 10
Điểm số các thí sinh nhận được từ hội đồng giám khảo được xếp theo thứ tự từ trái sang phải như sau: Carrie Ann Inaba, Len Goodman, Bruno Tonioli.
Xếp theo thứ tự trình diễn
Đêm 1
| Cặp thí sinh  | Điểm số       | Điệu nhảy       | Âm nhạc                          | Giám khảo giúp đỡ |
| ------------- | ------------- | --------------- | -------------------------------- | ----------------- |
| Kelly & Louis | 26 (9,9,8)    | Argentine Tango | "Los Vino"—Otros Aires           | Carrie Ann Inaba  |
| Mýa & Dmitry  | 30 (10,10,10) | Paso Doble      | "We Will Rock You"—Queen         | Len Goodman       |
| Donny & Kym   | 27 (9,9,9)    | Cha-Cha-Cha     | "September"—Earth, Wind and Fire | Bruno Tonioli     |

| Cặp thí sinh  | Điểm số | Megamix                   | Âm nhạc                                                                       |
| ------------- | ------- | ------------------------- | ----------------------------------------------------------------------------- |
| Kelly & Louis | 26      | Viennese Waltz Samba Jive | "You and Me"—Lifehouse "Whenever, Wherever"—Shakira "Maniac"—Michael Sembello |
| Mýa & Dmitry  | 30      | Viennese Waltz Samba Jive | "You and Me"—Lifehouse "Whenever, Wherever"—Shakira "Maniac"—Michael Sembello |
| Donny & Kym   | 28      | Viennese Waltz Samba Jive | "You and Me"—Lifehouse "Whenever, Wherever"—Shakira "Maniac"—Michael Sembello |

| Cặp thí sinh  | Điểm số       | Điệu nhảy | Âm nhạc                                                |
| ------------- | ------------- | --------- | ------------------------------------------------------ |
| Kelly & Louis | 24 (8,8,8)    | Freestyle | "I Will Survive"—Gloria Gaynor                         |
| Mýa & Dmitry  | 27 (9,9,9)    | Freestyle | "You Can't Stop the Beat"—trong vở nhạc kịch Hairspray |
| Donny & Kym   | 30 (10,10,10) | Freestyle | "Back in Business"—Liza Minnelli                       |

Đêm 2
Màn trình diễn của những cặp thí sinh đã bị loại
| Thứ tự | Cặp thí sinh                                                                                      | Điệu nhảy           | Âm nhạc                                                  |
| ------ | ------------------------------------------------------------------------------------------------- | ------------------- | -------------------------------------------------------- |
| 1      | Ashley & Edyta (& Jeffrey Ross)                                                                   | Cha-Cha-Cha         | "The Best"—Tina Turner                                   |
| 2      | Kathy & Tony Macy & Jonathan Debi & Maks                                                          | Tango               | "That Lady"—The Isley Brothers                           |
| 3      | Tom & Cheryl                                                                                      | Country Two-Step    | "I Can't See Texas From Here"—George Strait              |
| 4      | Chuck & Anna T. Mark & Lacey                                                                      | Paso Doble          | "Cold As Ice" & "Hot Blooded"—Foreigner                  |
| 5      | Natalie & Alec                                                                                    | Rumba               | "In the Air Tonight"—Phil Collins                        |
| 6      | Melissa & Mark                                                                                    | Salsa               | "Cuban Pete"—Jim Carrey                                  |
| 7      | Louie & Chelsie                                                                                   | Viennese Waltz Jive | "Puppy Love"—Donny Osmond                                |
| 8      | Michael & Anna D. (với Jerry Rice & Anna T.)                                                      | Paso Doble          | "Heavy Action"—Tod Edmondson trong Monday Night Football |
| 9      | Aaron & Karina                                                                                    | Quickstep           | Nhạc phim The Muppet Show—Jim Henson                     |
| 10     | Joanna & Derek (với Cloris Leachman & Corky Ballas Jerry Springer & Edyta Steve Wozniak & Karina) | Mambo               | "Ran Kan Kan"—Tito Puente                                |

| Cặp thí sinh  | Điểm số | Điệu nhảy       | Âm nhạc                                                    |
| ------------- | ------- | --------------- | ---------------------------------------------------------- |
| Kelly & Louis | 26      | Viennese Waltz  | "Trouble"—Ray LaMontagne                                   |
| Mýa & Dmitry  | 28      | Jive            | "Would You...?"—Touch and Go                               |
| Donny & Kym   | 30      | Argentine Tango | "Tango a Pugliese"—Orquesta Color Tango de Roberto Alvarez |

## Những chấn thương và bệnh
- Tom DeLay đã thông báo về sự cố xảy ra đối với bàn chân ông vào 15/09/2009, trước khi bắt đầu cuộc thi một tuần.[3] Chấn thương này không cản bước ông trên cuộc thi. Song, ngày 05/10/2009, trong chương trình thứ năm của mùa giải, Tom Bergeron đã lo lắng do chấn thương đó ngày càng nặng, và DeLay sau đó đã cho biết ông bị ở cả hai chân, rồi quyết định dừng cuộc chơi theo lời khuyên của bác sĩ.[4] Vào chương trình kết quả của ngày 06/10/2009, DeLay tuyên bố dừng cuộc chơi và sẽ không trở lại dàn thí sinh nữa. Sau đó, Debi Mazar vẫn bị loại vì cô ấy có số bình chọn thấp nhất, mặc dù theo dự định thì không.
- Mýa phải tới bệnh viện để khâu một vết thương sâu vào ngày 20/09/2009, khi bị mảnh thủy tinh đâm vào tay. Tuy nhiên chấn thương này đã không gây ảnh hưởng tới màn trình diễn của cô ấy.[5]
- Sau chương trình ngày 22/09, Debi Mazar phải tới bệnh viện cho chấn thương cơ cổ và ngực.[6]
- Trong buổi tập ngày 28/09, Lacey Schwimmer thực sự lo lắng về cơ hông và cơ đùi của mình. Chấn thương của cô ấy khiến cô phải mất 3 tuần để trị liệu bằng phương pháp vật lý.[7]
- Sau chương trình ngày 19/10, Kelly Osbourne phải vào bệnh viên vì bị chấn thương bàn chân trong bài thi Paso Doble.[8]
- Lúc bắt đầu mùa giải này, các nhà sản xuất đã quy định khoảng thời gian luyện tập tối đa là 5 giờ mỗi ngày như là một cố gắng để giảm đi những thương tích, đang được gia tăng trong các mùa gần đây. Ngoài ra, thí sinh bị mất 30 phút nghỉ giải lao sau mỗi 2 giờ và họ phải mất một ngày nghỉ trong tuần. Tuy nhiên, trong một cuộc phỏng vấn với TV Guide, Maksim Chmerkovskiy nói: "không một ai thực sự thực hiện nó."
- Trước chương trình ngày 19/10, chuyên nghiệp Derek Hough không may bị cảm cúm. Maksim Chmerkovskiy đã tạm thời thay Derek dạy và nhảy cùng bạn nhảy của Derek, Joanna Krupa.
- Trước chương trình ngày 02/11, chuyên nghiệp Lacey Schwimmer lại ốm. Anna Trebunskaya đã tạm thời thay Lacey dạy và nhảy cùng bạn nhảy của Lacey, Mark Dacascos.
- Trước chương trình ngày 09/11, cả chuyên nghiệp Karina Smirnoff và bạn nhảy Aaron Carter đều bị cảm cúm. Điều này thực sự ảnh hưởng tới những màn trình diễn của họ, và họ đã bị loại tuần đó.
- Trong một cuộc phỏng vấn tại đêm chung kết, Mýa nói rằng cô ấy đã thi nhảy với mắt cá chân bị bong gân trong 5 tuần.

## Thứ tự gọi tên
Đây là bảng ghi thứ tự tên các cặp thí sinh được gọi tên an toàn và bị loại của hai người dẫn chương trình Bergeron và Burke
| STT | 1                 | 2                 | 3                 | 4                 | 5                 | 6                 | 7                 | 8              | 9              | 10            |
| --- | ----------------- | ----------------- | ----------------- | ----------------- | ----------------- | ----------------- | ----------------- | -------------- | -------------- | ------------- |
| 1   | Louie & Chelsie   | Donny & Kym       | Chuck & Anna T.   | Mýa & Dmitry      | Mark & Lacey      | Joanna & Derek    | Kelly & Louis     | Joanna & Derek | Mýa & Dmitry   | Donny & Kym   |
| 2   | Aaron & Karina    | Mýa & Dmitry      | Mýa & Dmitry      | Melissa & Mark    | Donny & Kym       | Mark & Lacey      | Donny & Kym       | Mýa & Dmitry   | Donny & Kym    | Mýa & Dmitry  |
| 3   | Mark & Lacey      | Aaron & Karina    | Natalie & Alec    | Kelly & Louis     | Mýa & Dmitry      | Donny & Kym       | Mýa & Dmitry      | Donny & Kym    | Kelly & Louis  | Kelly & Louis |
| 4   | Chuck & Anna T.   | Mark & Lacey      | Donny & Kym       | Natalie & Alec    | Kelly & Louis     | Aaron & Karina    | Joanna & Derek    | Kelly & Louis  | Joanna & Derek |               |
| 5   | Donny & Kym       | Natalie & Alec    | Louie & Chelsie   | Joanna & Derek    | Michael & Anna D. | Mýa & Dmitry      | Aaron & Karina    | Aaron & Karina |                |               |
| 6   | Tom & Cheryl      | Joanna & Derek    | Mark & Lacey      | Mark & Lacey      | Louie & Chelsie   | Kelly & Louis     | Mark & Lacey      |                |                |               |
| 7   | Michael & Anna D. | Michael & Anna D. | Kelly & Louis     | Michael & Anna D. | Melissa & Mark    | Michael & Anna D. | Michael & Anna D. |                |                |               |
| 8   | Natalie & Alec    | Chuck & Anna T.   | Melissa & Mark    | Donny & Kym       | Joanna & Derek    | Louie & Chelsie   |                   |                |                |               |
| 9   | Mýa & Dmitry      | Melissa & Mark    | Joanna & Derek    | Louie & Chelsie   | Aaron & Karina    | Melissa & Mark    |                   |                |                |               |
| 10  | Melissa & Mark    | Kelly & Louis     | Aaron & Karina    | Aaron & Karina    | Natalie & Alec    |                   |                   |                |                |               |
| 11  | Joanna & Derek    | Tom & Cheryl      | Michael & Anna D. | Chuck & Anna T.   |                   |                   |                   |                |                |               |
| 12  | Debi & Maksim     | Louie & Chelsie   | Debi & Maksim     |                   |                   |                   |                   |                |                |               |
| 13  | Kelly & Louis     | Debi & Maksim     | Tom & Cheryl      |                   |                   |                   |                   |                |                |               |
| 14  | Kathy & Tony      | Kathy & Tony      |                   |                   |                   |                   |                   |                |                |               |
| 15  | Macy & Jonathan   |                   |                   |                   |                   |                   |                   |                |                |               |
| 16  | Ashley & Edyta    |                   |                   |                   |                   |                   |                   |                |                |               |

     Cặp thí sinh có số điểm cao nhất từ Hội đồng giám khảo trong tuần.
     Cặp thí sinh có số điểm cao nhất từ Hội đồng giám khảo trong tuần và được mời trình diễn lại bài nhảy của mình.
     Cặp thí sinh được mời trình diễn lại bài nhảy của mình.
     Cặp thí sinh có số điểm thấp nhất từ Hội đồng giám khảo trong tuần nhưng được mời trình diễn lại bài nhảy của mình.
     Cặp thí sinh có số điểm thấp nhất từ Hội đồng giám khảo trong tuần.
     Cặp thí sinh có số điểm thấp nhất từ Hội đồng giám khảo trong tuần và bị loại.
     Cặp thí sinh bị loại.
     Cặp thí sinh bỏ cuộc.
     Cặp thí sinh chiến thắng cuộc thi.
     Cặp thí sinh về nhì cuộc thi.
     Cặp thí sinh về ba cuộc thi.

## Lịch diễn
Các cặp thí sinh chuẩn bị bài nhảy của mình theo lịch diễn cho từng tuần:
- Tuần 1 (Solo): Cha-Cha-Cha hoặc Foxtrot (nam) & Salsa hoặc Viennese Waltz (nữ)
- Tuần 1 (Tiếp sức): Salsa hoặc Viennese Waltz (nam) & Cha-Cha-Cha hoặc Foxtrot (nữ)
- Tuần 2: Jive, Quickstep hoặc Tango
- Tuần 3: Rumba hoặc Samba
- Tuần 4: Bolero, Charleston, Lambada hoặc Two-Step
- Tuần 5: Paso Doble hoặc Argentine Tango & Nhảy Hustle tập thể, không chấm điểm (Group Hustle)
- Tuần 6: Jitterbug hoặc Waltz & Marathon Mambo
- Tuần 7: Một điệu nhảy chưa học & Nhảy theo đội (đội Tango hoặc đội Paso Doble)
- Tuần 8: Một điệu Ballroom và một điệu Latin chưa học.
- Tuần 9: Một điệu Ballroom và một điệu Latin chưa học (ở phần thi Latin phải có 15 giây solo của thí sinh không chuyên) & Bài nhảy Knockout (thời gian 1 phút, thí sinh tự chọn điệu nhảy)
- Tuần 10 (Đêm 1): Một điệu nhảy chưa học (có sự giúp đỡ của giám khảo), Megamix (Viennese Waltz, Samba, và Jive) & Freestyle
- Tuần 10 (Đêm 2): Điệu nhảy yêu thích của mùa giải & Màn trình diễn của các cặp thí sinh đã bị loại.

## Bảng thống kê các bài nhảy
| Cặp thí sinh      | 1              | 1              | 2         | 3     | 4          | 5                | 6         | 6     | 7         | 7                | 8              | 8                     | 9              | 9           | 9           | 10              | 10      | 10        | 10              |
| ----------------- | -------------- | -------------- | --------- | ----- | ---------- | ---------------- | --------- | ----- | --------- | ---------------- | -------------- | --------------------- | -------------- | ----------- | ----------- | --------------- | ------- | --------- | --------------- |
| Donny & Kym       | Foxtrot        | Salsa          | Jive      | Rumba | Charleston | Argentine Tango  | Jitterbug | Mambo | Quickstep | Team Tango       | Viennese Waltz | '80s Paso Doble       | Tango          | Samba       | Jitterbug   | Cha-Cha-Cha     | Megamix | Freestyle | Argentine Tango |
| Mýa & Dmitry      | Viennese Waltz | Cha-Cha-Cha    | Jive      | Rumba | Lambada    | Argentine Tango  | Jitterbug | Mambo | Foxtrot   | Team Paso Doble  | Quickstep      | '70s Samba            | Waltz          | Salsa       | Cha-Cha-Cha | Paso Doble      | Megamix | Freestyle | Jive            |
| Kelly & Louis     | Viennese Waltz | Cha-Cha-Cha    | Tango     | Samba | Charleston | Paso Doble       | Jitterbug | Mambo | Salsa     | Team Tango       | Foxtrot        | '60s Jive             | Rumba          | Quickstep   | Cha-Cha-Cha | Argentine Tango | Megamix | Freestyle | Viennese Waltz  |
| Joanna & Derek    | Salsa          | Foxtrot        | Jive      | Samba | Lambada    | Argentine Tango1 | Waltz     | Mambo | Rumba     | Team Tango       | Quickstep      | Futuristic Paso Doble | Viennese Waltz | Cha-Cha-Cha | Salsa       |                 |         |           | Mambo           |
| Aaron & Karina    | Cha-Cha-Cha    | Viennese Waltz | Quickstep | Rumba | Lambada    | Argentine Tango  | Waltz     | Mambo | Jive      | Team Paso Doble  | Foxtrot        | '90s Samba            |                |             |             |                 |         |           | Quickstep       |
| Mark & Lacey      | Cha-Cha-Cha    | Viennese Waltz | Quickstep | Rumba | Two-Step   | Paso Doble       | Jitterbug | Mambo | Samba2    | Team Paso Doble2 |                |                       |                |             |             |                 |         |           | Paso Doble      |
| Michael & Anna D. | Cha-Cha-Cha    | Viennese Waltz | Quickstep | Samba | Bolero     | Paso Doble       | Waltz     | Mambo | Foxtrot   | Team Paso Doble  |                |                       |                |             |             |                 |         |           | Paso Doble      |
| Louie & Chelsie   | Foxtrot        | Salsa          | Jive      | Rumba | Two-Step   | Argentine Tango  | Jitterbug | Mambo |           |                  |                |                       |                |             |             |                 |         |           | Rumba           |
| Melissa & Mark    | Viennese Waltz | Cha-Cha-Cha    | Jive      | Samba | Charleston | Argentine Tango  | Waltz     | Mambo |           |                  |                |                       |                |             |             |                 |         |           | Salsa           |
| Natalie & Alec    | Salsa          | Foxtrot        | Quickstep | Rumba | Bolero     | Paso Doble       |           |       |           |                  |                |                       |                |             |             |                 |         |           | Rumba           |
| Chuck & Anna T.   | Foxtrot        | Salsa          | Tango     | Samba | Two-Step   |                  |           |       |           |                  |                |                       |                |             |             |                 |         |           | Paso Doble      |
| Debi & Maksim     | Salsa          | Foxtrot        | Tango     | Samba |            |                  |           |       |           |                  |                |                       |                |             |             |                 |         |           | Tango           |
| Tom & Cheryl      | Cha-Cha-Cha    | Viennese Waltz | Tango     | Samba |            |                  |           |       |           |                  |                |                       |                |             |             |                 |         |           | Two-Step        |
| Kathy & Tony      | Salsa          | Foxtrot        | Quickstep |       |            |                  |           |       |           |                  |                |                       |                |             |             |                 |         |           | Tango           |
| Macy & Jonathan   | Viennese Waltz | Cha-Cha-Cha    |           |       |            |                  |           |       |           |                  |                |                       |                |             |             |                 |         |           | Tango           |
| Ashley & Edyta    | Foxtrot        | Salsa          |           |       |            |                  |           |       |           |                  |                |                       |                |             |             |                 |         |           | Waltz           |

     Điệu vũ có điểm số cao nhất
     Điệu vũ có điểm số thấp nhất
     Trình diễn nhưng không chấm điểm
^1 Joanna Krupa đã trình diễn bài nhảy này cùng Maksim Chmerkovskiy do bạn nhảy chính thức là Derek Hough không thể tham gia tuần đó vì ốm.
^2 Mark Dacascos đã trình diễn bài nhảy này cùng Anna Trebunskaya do bạn nhảy chính thức là Lacey Schwimmer không thể tham gia tuần đó vì ốm.

## Màn trình diễn của các khách mời ở đêm kết quả

### Khách mời
| Ngày - Tuần        | Khách mời                | Bài hát                                      | Vũ công |
| ------------------ | ------------------------ | -------------------------------------------- | --- |
| 23/09/2009 Tuần 1  | Sean Kingston            | "Face Drop"                                  | Các vũ công của Sean Kingston |
| 23/09/2009 Tuần 1  | Patrick Swayze           | "She's Like the Wind"                        | Chelsie Hightower và Dmitry Chaplin |
| 23/09/2009 Tuần 1  | Patrick Swayze           | "Unchained Melody"                           | Anna Trebunskaya và Jonathan Roberts |
| 23/09/2009 Tuần 1  | Patrick Swayze           | "(I've Had) The Time of My Life"             | Cheryl Burke, Tony Dovolani, Anna Demidova, Louis van Amstel, Chelsie Hightower, Dmitry Chaplin, Anna Trebunskaya và Jonathan Roberts                                |
| 29/09/2009 Tuần 2  | Selena Gomez & the Scene | "Falling Down"                               | Derek Hough và Karina Smirnoff |
| 29/09/2009 Tuần 2  | Joss Stone               | "Free Me"                                    | Jeremy Hudson và Mallauri Esquibel |
| 29/09/2009 Tuần 2  | Joss Stone               | "Son of a Preacher Man"                      | Cheryl Burke, Dmitry Chaplin, Anna Trebunskaya, và Louis van Amstel                                                                                                  |
| 06/10/2009 Tuần 3  | Queen Latifah            | "Fast Car"                                   | Cheryl Burke và Maksim Chmerkovskiy |
| 06/10/2009 Tuần 3  | Queen Latifah            | "Ease on Down the Road"                      | Các vũ công của Queen Latifah |
| 13/10/2009 Tuần 4  | Shakira                  | "Did It Again"                               | Các vũ công của Shakira |
| 13/10/2009 Tuần 4  | Shakira                  | "Hips Don't Lie"                             | Các vũ công của Shakira |
| 20/10/2009 Tuần 5  | Norah Jones              | "It's Gonna Be"                              | Các vũ công của Norah Jones |
| 20/10/2009 Tuần 5  | Norah Jones              | "Come Away with Me"                          | Anna Trebunskaya và Jonathan Roberts |
| 20/10/2009 Tuần 5  | Michael Jackson          | "I Want You Back"                            | Mark Ballas, Karina Smirnoff và Derek Hough |
| 20/10/2009 Tuần 5  | Michael Jackson          | "Man in the Mirror"                          | Chelsie Hightower, Tony Dovolani, Dmitry Chaplin, Lacey Schwimmer, Edyta Śliwińska và Maksim Chmerkovskiy                                                            |
| 20/10/2009 Tuần 5  | Michael Jackson          | "Thriller"                                   | All 16 pro dancers led by Cheryl Burke và Louis van Amstel and featuring Alec Mazo, Kym Johnson, Jonathan Roberts, Anna Trebunskaya, Derek Hough và Anna Demidova    |
| 27/10/2009 Tuần 6  | Taylor Swift             | "Jump Then Fall"                             | D.J. Guthrie và Kersten Todey |
| 27/10/2009 Tuần 6  | Taylor Swift             | "Love Story"                                 | Cheryl Burke, Maksim Chmerkovskiy, Tony Dovolani, Jonathan Roberts, Edyta Śliwińska, và Anna Trebunskaya                                                             |
| 27/10/2009 Tuần 6  | Tiempo Libre             | "Tu Conga Bach"                              | Các vũ công của Tiempo Libre |
| 03/11/2009 Tuần 7  | Colbie Caillat           | "Fallin' for You"                            | Alec Mazo và Edyta Śliwińska |
| 03/11/2009 Tuần 7  | Ballas Hough Band        | "Move"                                       | Các vũ công của Ballas Hough Band |
| 03/11/2009 Tuần 7  | Rod Stewart              | "It's the Same Old Song"                     | Các vũ công của Rod Stewart |
| 10/11/2009 Tuần 8  | Michael Bublé            | "Haven't Met You Yet"                        | Cheryl Burke, Maksim Chmerkovskiy, Jonathan Roberts và Anna Trebunskaya                                                                                              |
| 10/11/2009 Tuần 8  | Michael Bublé            | "Feeling Good"                               | Urs Geisenhainer và Agnes Kazmierczak |
| 10/11/2009 Tuần 8  | Susan Boyle              | "I Dreamed a Dream"                          | Chelsie Hightower và Tony Dovolani |
| 17/11/2009 Tuần 9  | Alicia Keys              | "Try Sleeping with a Broken Heart"           | Các vũ công của Alicia Keys |
| 17/11/2009 Tuần 9  | Leona Lewis              | "Happy"                                      | Các vũ công của Leona Lewis |
| 17/11/2009 Tuần 9  | The Bee Gees             | "You Should Be Dancing"                      | Tony Dovolani, Chelsie Hightower, Cheryl Burke, Melissa Rycroft, và Artem Chigvintsev                                                                                |
| 24/11/2009 Tuần 10 | Whitney Houston          | "Million Dollar Bill"                        | Các vũ công của Whitney Houston |
| 24/11/2009 Tuần 10 | Whitney Houston          | "I Wanna Dance with Somebody (Who Loves Me)" | Mark Ballas, Cheryl Burke, Maksim Chmerkovskiy, Tony Dovolani, Chelsie Hightower, Alec Mazo, Jonathan Roberts, Lacey Schwimmer, Edyta Śliwińska, và Anna Trebunskaya |

### Macy's Stars of Dance
| Ngày - Tuần         | Người trình diễn                                                                  |
| ------------------- | --------------------------------------------------------------------------------- |
| 23/09/2009 - Tuần 1 | Diễn viên của The Lion King ở dải Las Vegas năm 2009                              |
| 29/09/2009 - Tuần 2 | USC Marching Band cùng với các vũ công trong Stomp The Yard                       |
| 06/10/2009 - Tuần 3 | JabbaWockeeZ với Mark Ballas và Lacey Schwimmer                                   |
| 20/10/2009 - Tuần 5 | Michael Jackson với các chuyên nghiệp của mùa giải 9 hợp tác cùng La Toya Jackson |
| 10/11/2009 - Tuần 8 | Thiết kế bài nhảy (Design the Dance) – Sabrina Bryan và Mark Ballas               |
| 17/11/2009 - Tuần 9 | Các vũ công trong phim Nine                                                       |

- Vào ngày 10/11/2009 màn trình diễn "Thiết kế bài nhảy (Design a Dance)" diễn ra, khán giả đã bình chọn trong các tuần trước về điệu nhảy mà họ muốn xem (Paso Doble), bài hát ("Eye of the Tiger" của Survivor), cựu thí sinh không chuyên (Sabrina Bryan), và chuyên nghiệp nhảy cùng thí sinh (Mark Ballas). Đồng thời, Dancing with the Stars cũng phát động việc thiết kế trang phục cho khán giả. Sau đó mọi người sẽ bình chọn trang phục phù hợp nhất từ những bài được gửi tới. Người có trang phục thiết kế được chọn là Zachary Fisher.

## Trang web chính thức
- Trang web chính thức của Dancing with the Stars Hoa Kỳ Lưu trữ ngày 4 tháng 7 năm 2008 tại Wayback Machine